# Confederació Intersindical Gallega

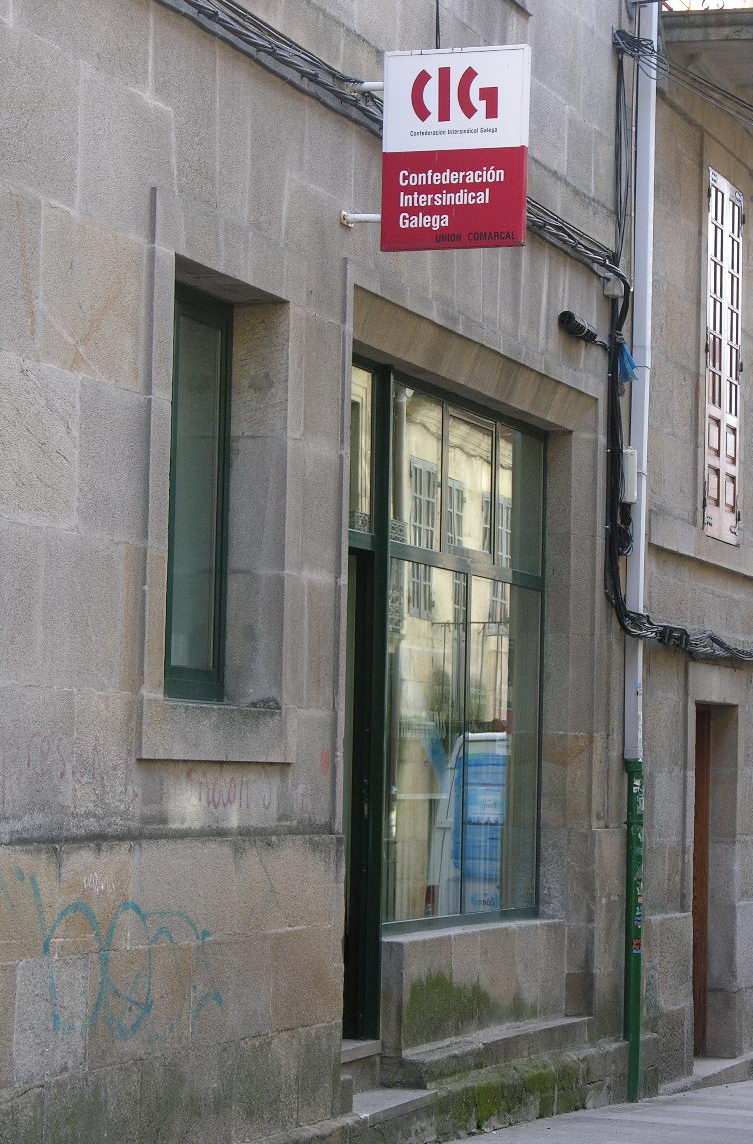
Seu de CIG a Pontevedra.

La Confederació Intersindical Gallega (CIG) (en gallec: Confederación Intersindical Galega, CIG) és un sindicat de classe de Galícia (Espanya), d'orientació nacionalista gallega,2019 fundat el 19 de març de 1994 mitjançant la fusió de la Confederación Xeral de Traballadores Galegos (CXTG) i Intersindical Nacional dos Traballadores Galegos (INTG), si bé aquestes organitzacions es presentaven a les eleccions sindicals en coalició ja des de 1990, amb el nom de Converxencia Intersindical Galega.

## Història
El 10 de març de 1994 va celebrar el seu congrés fundacional, unificant la Intersindical Nacional de Treballadores Galegos i la Confederació Xeral de Traballadores Galegos. És l'hereva de la llarga trajectòria del sindicalisme gallec.

## Estructura
CIG està integrada per 8 agrupacions comarcals (La Corunya, Pontevedra, Santiago de Compostel·la, Ourense, Lugo, A Mariña, Ferrol i Vigo) i 11 federacions sectorials o d'indústria (Administració Pública; Alimentació i Tèxtil; Banca, Estalvi i Segurs; Construcció i Fusta; Ensenyament; Mar; Metall; Químiques i Energia; Sanitat; Serveis; i Transport i Comunicacions). Així mateix, la central sindical compta amb departaments i secretàries específiques per a temes com dona, pensionistes, joventut, salut laboral, immigrants i cooperació. El seu Consell Federal (Consello Federal) és el màxim organisme entre congressos i consta de 100 membres.

## Implantació
Aquest sindicat va obtenir en les eleccions sindicals de 2008 a Galícia el 28,6% dels delegats sindicals (més de 4.500), segona força sindical a Galiza, pel que es considera a efectes jurídics "sindicat més representatiu" a tot Espanya juntament amb CCOO, UGT, LAB i ELA-STV.